# Ramon Coll i Cabarrocas
Ramon Coll i Cabarrocas (Calella, 18 de setembre de 1941) és un exfutbolista català de la dècada de 1960.
Va jugar al Girona Futbol Club durant quatre temporades a tercera divisió. A continuació ingressà al club de la seva ciutat natal, el Calella CF. Les seves bones actuacions defensant a la UE Olot (1965-67) el portaren al RCD Espanyol l'any 1967. Inicialment fou cedit al Club Esportiu Europa i a la UE Sant Andreu, debutant amb l'Espanyol a primera el 3 de novembre de 1968, disputant fins 1970 un total de 40 partits de lliga. Acabà la seva carrera novament al Calella, la temporada 1970-71.